# Aviosuperficie Castellazzo
L'aviosuperficie Castellazzo è un aviosuperficie posta a 10 km a nord-est dell'aeroporto di Reggio Emilia.

## Strutture e dati tecnici
L'aviosuperficie consiste in una pista in erba orientata 02/20 lunga 590 metri e di larghezza pari a 20 metri oltre due fasce laterali, ognuna di 10 metri.
L'aviosuperficie consente il movimento di alianti, aerei di aviazione generale e ultraleggeri. È attiva una scuola di volo a vela regolarmente registrata. L'avvicinamento e l'atterraggio sono consentiti comunicando sulla frequenza radio 120.230. Sono presenti una manica a vento e le segnalazioni di bordo pista. Gli hangar sono riservati al rimessaggio dei velivoli appartenenti ai soci dell'Aeroclub Volovelistico Tricolore ASD.